# بسامد متوسط

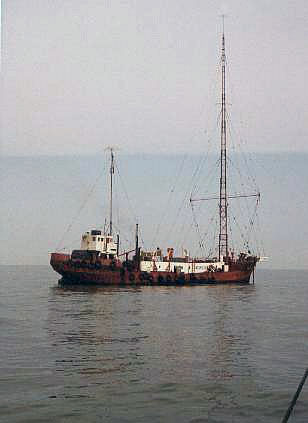
تصویر ؟

بر اساس تقسیم‌بندی اتحادیه بین‌المللی مخابرات راه دور، بسامد متوسط (به انگلیسی: MF، Medium Frequency) به امواج بین ۳۰۰ کیلوهرتز تا ۳۰۰۰ کیلوهرتز گفته می‌شود.